# H1ghlander

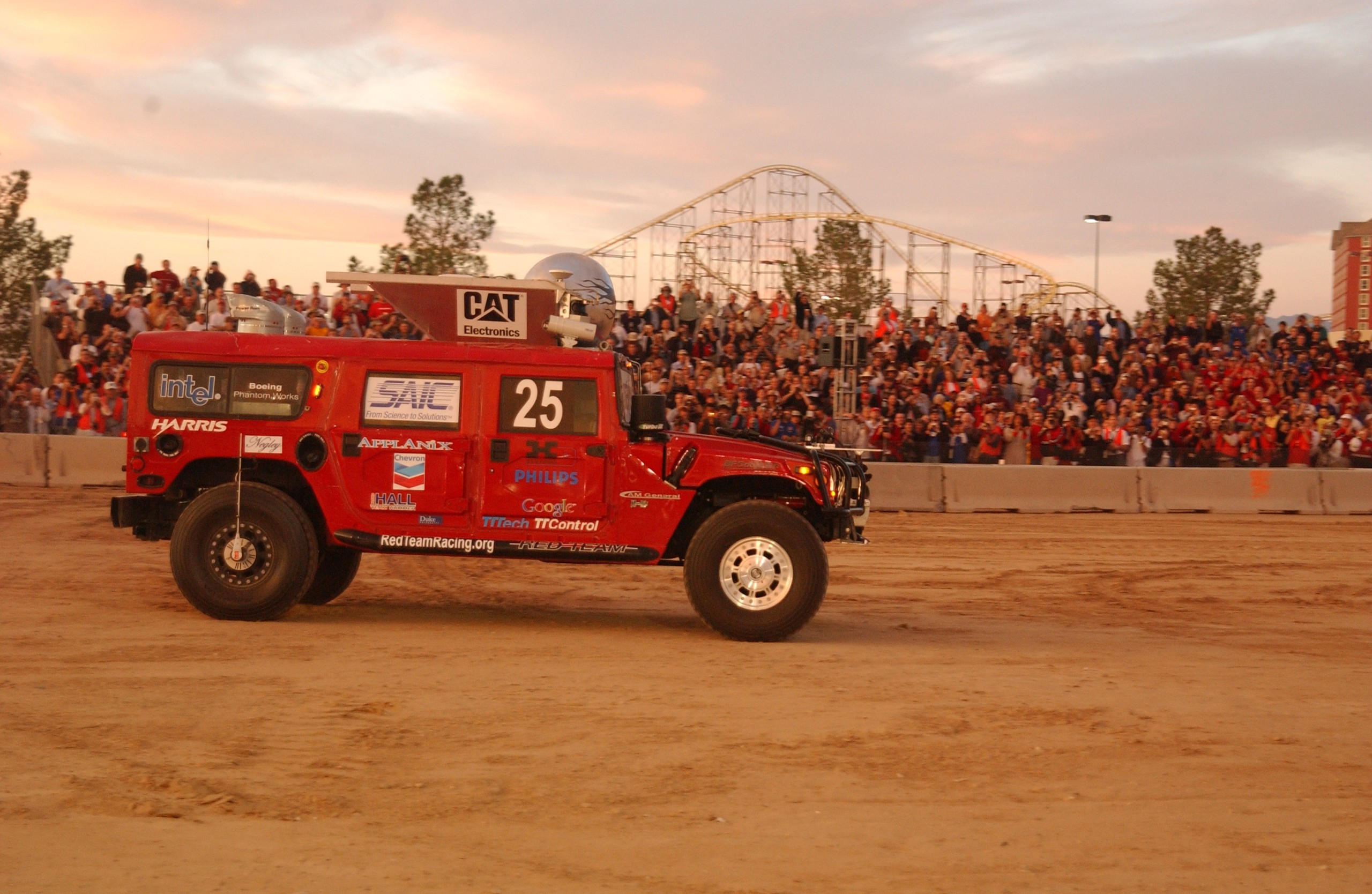
H1ghlander

Der H1ghlander ist ein selbstfahrendes unbemanntes Fahrzeug (Landfahrzeug). Es wurde vom Red Team der Carnegie Mellon University gebaut und ist ein stark modifizierter Hummer H1 (Baujahr 1999). 2005 nahm es am DARPA Grand Challenge teil.
Die Sensoren, die von H1ghlander genutzt werden, sind LIDAR-Einheiten zur Reichweitenmessung, ein lenkbarer LIDAR (in der Kugel oben am Fahrzeug), GPS und ein Trägheitsnavigationssystem.
H1ghlander nahm am 8. Oktober 2005 an der DARPA Grand Challenge teil, bei der er sich für die Poleposition qualifizierte und die Strecke in 7 Stunden und 14 Minuten schaffte. Damit erreichte es den 3. Platz von 5 Fahrzeugen, die den 132 Meilenkurs bestritten. Es wurde von Sandstorm, seinem Schwesterfahrzeug überholt, welches den zweiten Platz erreichte.

## Kulturelle Hinweise
Der Hummer der von Denzel Washington im Film Déjà Vu gefahren wurde, war dem H1ghlander sehr ähnlich. Er hatte auch die Kugel auf dem Dach, SICK-Lasersensoren an derselben Position, ein Kamerarohr an einer Seite des Fahrzeugs und viele andere sichtbare Ähnlichkeiten.